# 蝙蝠女俠角色列表
《蝙蝠女俠》（英語：Batwoman）是一部美國超級英雄動作冒險電視劇，由電視製作人卡洛琳·德萊斯與綠箭宇宙創始者葛瑞格·貝蘭提合作開發。劇集由DC漫畫英雄蝙蝠女俠所改編，角色由傑夫·強斯、葛蘭·莫瑞森、葛瑞格·魯卡、馬克·懷德和基斯·吉芬共同創立。背景設定在綠箭宇宙中，與《綠箭俠》、《閃電俠》等其他一些劇集共享同一個世界觀。
本列表作為《蝙蝠女俠》劇集的角色列表，而角色中也會包含一些從DC漫畫中所改編的角色或反派。

## 主要人物
- 凱薩琳·「凱特」·凱恩／蝙蝠女俠（Katherine "Kate" Kane / Batwoman；露比·蘿絲→華莉絲·黛（英语：Wallis Day）飾，第1季主演[1][2]，第2季常設[3]）

一名接受過艱苦生存與格鬥訓練的街頭英雄，是一名公開出櫃的女同性戀者，獨立、堅強、聰慧，正義感十足，與布魯斯·韋恩身為表兄妹關係，在他三年前“失蹤”後幫忙照看韋恩企業以及打擊犯罪。為了避免身份被市民弄混，為自己量身修飾出一件紅髮蝙蝠裝。守護高譚市將近兩年、在這期間還參戰拯救過多元宇宙。然而好景不長，搭乘私人飛機前往國際市探望戰友回程時，卻被高譚惡勢力首腦之一的黑面具設局綁架，最後被警方宣告空難喪生，留在飛機殘骸中的蝙蝠裝以及英雄使命由芮恩·懷德繼承。很長一段時間都被黑面具囚禁，之後被催眠洗腦變成黑面具的已故女兒「瑟西·賽恩尼斯」（Circe Sionis），並由起初還不知情內幕的愛麗絲修飾換上瑟西本尊的臉龐，加上黑面具的美容技術而覆蓋身上的傷痕，就此成為黑面具之女兼執行者。但隨著被愛麗絲識出、並由雅各驗證DNA而確認身份，使她開始質疑自己是誰，但身體仍由瑟西人格佔據。最後經由芮恩和愛麗絲合作努力之下得以恢復自我，雖然回到家人身邊，但受自己的苦難影響而決定暫時離開高譚，踏上尋找表兄布魯斯·韋恩的全新旅程，將蝙蝠女俠身份和使命正式交託給芮恩。
- 由於蘿絲於第一季末離開劇組，第二季改由華莉絲·黛演出凱特·凱恩；而劇情方面寫為凱特經歷“人為空難”而嚴重毀容，因此改變容貌而煥然一新。

- 伊莉莎白·「貝絲」·凱恩／愛麗絲（英语：Beth Kane）（；瑞秋·斯卡斯頓飾，第1-3季主演[4]）

一名效仿「愛麗絲」的超級罪犯，凱特的親生妹妹，本應在凱特童年時與母親共同在汽車墜河時喪命，但奇跡倖存的她遭受綁架囚禁長達11年。成年後內心墮入瘋狂，具有明顯解離性身分疾患，遷怒於父親雅各輕言放棄尋找她，受《愛麗絲漫遊仙境》啟發而召集黨羽成立「仙境幫」在城市作亂。唯獨無法對從未放棄尋找她的姐姐凱特下手，所做的一切都是為了讓凱特與她為伍，然而每次都沒有被接受。後來證實藏於幕後的惡勢力女王薩菲亞作為她墮入瘋狂的主因，一半原因是愛麗絲原本準備跟薩菲亞的兄弟私奔，當凱特在空難中失蹤後，她多次跟疑似擄走凱特的薩菲亞發生衝突，同時有意想救回凱特。直到最後發現仍然倖存的凱特被黑面具禁錮，費盡心力將凱特救回，即使代價是失去摯愛奧申。之後被送回阿卡漢關押，在此過程中受到揮之不去的幻覺影響，疑似源於內心長期累積的精神創傷。為了擺脫幻覺，她自願與蕾妮·蒙托亞合作找尋遺失的超級犯罪工具作為“監外就業”，得以進出蝙蝠洞擔任芮恩一行人的幫手，同時秘密策劃自己的逃亡。得知瑪莉被毒藤女的毒素感染後誘惑她與自己從事犯罪尋找自我，但後來因瑪莉做的太過火而被迫折返回去求助芮恩、乃至幫瑪莉恢復自我。原本看上要為治愈馬奎斯專用的蜂鳴器來讓自己康復精神創傷，但最後被瑪莉說服而改變初衷，幫芮恩阻止馬奎斯以外，最後接受瑪莉建議而離開高譚進行療養。
- 斯卡斯頓在第一季中同時扮演來自另一宇宙的貝絲·凱恩，兒時並未捲入母親喪生的車禍，因此逃過一劫而過著美好生活。身為天體物理學的碩士畢業生，作為交換學生回高譚過程中受到不久前發生的多元宇宙危機波及，無意間來到這座剛剛形成的新世界，出現對凱特而言則是新的認知。然而因同一座宇宙無法容納兩名相同人士，最後間接導致她意外身亡。

- 蘇菲·摩爾（英语：Sophie Moore）（；梅根·坦迪飾，第1-3季主演[5]）

凱特的初戀，從軍校畢業後加入烏鴉保全隊，循規蹈矩、責任感十足的她擔任雅各的親信。隨著與凱特多年分離而已經結婚，雖然依舊心儀凱特卻不想表示，生怕會影響自己的前途，但依然跟凱特保持友好關係。經歷跟蝙蝠女俠的交涉開始接納真正的自我，無論是在生活、事業、感情上都更上一層樓。在凱特失蹤且尋找無果後，她偶然得知繼承蝙蝠女俠身份的芮恩之身份，隨後從保全隊辭任後正式加入她的團隊一份子。在此期間被芮恩的堅強打動，使她們慢慢化敵為友而發展為戀人關係。
- 瑪莉·伊莉莎白·漢密爾頓（英语：Bette Kane）（；妮可·姜飾，第1-3季主演[5]）

凱特的繼妹，專攻生物化學的醫學生，跟搬到她家的凱特從小一起長大，感情非常要好。表面上是一位整天出入派對狂歡的社交網紅，但實際上瞞著父母開辦一間非法地下診所，為貧民和罪犯看診。當母親被愛麗絲毒害後，雖然為她造成不小陰影，但也很快振作起來，同時靠周邊的細節推測出凱特是蝙蝠女俠。然而一切隨著凱特失蹤被認定死亡，加上父親雅各變得失魂落魄，使她僅能在路克以及成為新蝙蝠女俠的芮恩身邊找到一些家人的感覺。不久後凱特被證實倖存、平安獲救後踏上新的旅程，而父親又被監禁在大都會等待審判，使她身邊除了愛麗絲以外已無家人依靠。經過努力而成功從高譚醫學院畢業而得到醫生執照，但隨著芮恩和路克逐漸變得各執己見，使她感覺自己在團隊中喪失立足點，以至於使她在不知情的情況下淪為毒藤女的宿主，受傷的心靈輕易受操縱之下開始步入黑暗、盡其所能干預芮恩一行人的行動。直到後來真正的毒藤女復甦後被芮恩一行人勸服而出手幫忙，乃至被毒藤女吸回身體裡的毒素而得到淨化，但得知自己不慎殺人後陷入內心苦惱，開始盡全力幫助芮恩與愛麗絲來贖罪。
- 路卡斯·「路克」·福克斯／蝠翼（英语：Luke Fox (character)）（；卡姆魯斯·強森飾，第1-3季主演[5]）

凱特的盟友兼技術支持，已故盧修斯·福克斯之子，負責看守無人出入的韋恩塔樓，無意間跟凱特相識而促使她成為城市的新英雄。頭腦卓越的知識分子，自身同樣正義感十足，即使除了擔任技術支持以外完全用武之地，直到一次被意外槍擊負傷、經過生死交關而平安脫險後，開始質疑自己的存在價值。後來受到約翰·迪格爾指導而開始慢慢挖掘自己的潛能，偶然在亡父的舊工作室中找到父親為自己量身打造的「蝠翼」蝙蝠裝，情急之下換裝營救命懸一線的瑪莉而加入英雄一份子。著裝維護正義的過程中受到中槍時留下的創傷影響，導致由自己亡父之人工智能運行的戰服屢次出故障，因此不惜將其移除以繼續參戰。是在後來才意識到父親對他的用心良苦，乃至讓他找到真正的使命，最後犧牲父親的人工智能將其用於拯救高譚。
- 凱薩琳·漢密爾頓-凱恩（英语：Catherine Hamilton）（；伊莉莎白·安維斯飾，第1季主演[6]）

凱特的繼母，瑪莉的生母，雅各的後妻，高譚最有權有勢的名流之一，俗稱「軍火女王」。身為「漢密爾頓動力公司」（Hamilton Dynamics）執行長，靠擔任城市的軍事承包商來發大財，同時心中隱瞞著不可告人的秘密。由於多年前說服嫁入她家的雅各放棄尋找女兒貝絲，甚至以賄賂形式篡改其DNA檢驗報告而假造貝絲的死，用意是不想看到雅各父女持續受傷害，然而也受到成年後變成愛麗絲的貝絲報復。三番兩次受她騷擾以外，最後與女兒瑪莉一同被誘騙喝下慢性神經毒藥，意識到都是自己造成後決心將功贖罪，將唯一的一劑救命解藥讓給瑪莉服用後斃命。
- 雅各·凱恩（英语：Jacob Kane）（；道格瑞·史考特飾，第1-2季主演[7]）

凱特和貝絲姐妹的生父，前美軍上校，退伍後成立烏鴉保全隊擔任總指揮。為人極為強勢，多年前失去妻子和小女兒後，開始厭惡任何會獨斷專行的私刑者，發誓他會比蝙蝠俠更好地維護城市。始終不願意跟蝙蝠女俠為伍，最後甚至出賣她的信任，然而在凱特失蹤且生死未卜時，被愛麗絲告知所有真相，意識到自己曾背叛、險些殺死自己女兒。隨著凱特被宣告喪生，一生接連保護家人失敗讓他變得失魂落魄，後來被黑面具陷害而逐漸染上毒癮，幾次靠迷幻藥物緩解受傷的心靈。直到一次吸毒過量而被女兒瑪莉搶救回來，後來認識到自己局裡的腐敗程度而宣佈解散烏鴉保全隊。後來原本與愛麗絲合作救出失憶的凱特，導致他很快被黑面具派人抓走後陷害，因包庇罪犯愛麗絲為由而再次入獄。為了保護家人而自願背罪，等到黑面具帝國瓦解後，移送至大都會監牢等待審判。
- 芮恩·懷德／蝙蝠女俠（Ryan Wilder / Batwoman；賈維希雅·萊絲莉（英语：Javicia Leslie）飾，第2-3季主演[8]）

一名獨立堅強、身手卓越、卻也桀驁不馴的社會局外人，從小無父無母的她遭受社會壓迫多年，收養她的養母也被愛麗絲帶領的仙境幫所殺。後來因女友從事販毒而受牽連被捕，在高譚市度過假釋期。沉淪生活直到從凱特·凱恩的墜機殘骸中尋到蝙蝠裝，一時興起換裝懲奸斗惡，因此認識瑪莉和路克後，進而一步一步繼承蝙蝠女俠的使命，絕大多數時間是打擊罪犯、貪腐、以及警察暴力。曾長時間仇視愛麗絲，一度即將對她痛下殺手，但在養母的幻覺中受到督促而放下仇恨，與愛麗絲同樣保持著亦敵亦友的複雜關係。之後從黑面具手中救出被囚禁的凱特，獲得其賞識而正式接棒蝙蝠女俠的使命，同時因救過自己的假釋官一命而得以提前結束假釋期恢復自由之身。此後除了全身心投入蝙蝠女俠的英雄使命以外，因愛麗絲的偶然告知而得知自己的真正生母存在，使她牽扯進自己的血親潔達與馬奎斯母子倆的“家庭糾紛”之中。
- 蕾妮·蒙托亞（英语：Renee Montoya）（；維多莉亞·卡塔格納（英语：Victoria Cartagena）飾，第3季主演[9]）

前高譚市警局的資深警探，獨斷專行、正義感十足，曾跟在詹姆斯·高登局長身邊很長時間，直到無法忍受城市維持貪腐現況而選擇離職，以自己的方式打擊犯罪。長期以來沉寂在市政府的地下室中辦案，直到蝙蝠洞中的超級犯罪工具遺失後復出，拉攏愛麗絲作為幫手而得知芮恩的身份，強求她們三人達成共識尋回所有工具為止。而她同樣有著私人目的，急切想尋回曾是自己大學初戀的毒藤女，同時深知她的強大力量、且愧疚於當初出賣過她，因此決定捷足先登救活她。然而好不容易重逢久別的愛人卻得知她仍想重操舊業，被迫與芮恩一行人合作制止她，最後接受蘇菲的提議，陪毒藤女搭私人飛機遷居至作為世外桃源的科里亞納島，得以實現心願而陪愛人共度餘生。
- 潔達·捷特（英语：Jezebel Jet）（；蘿蘋·吉文斯（英语：Robin Givens）飾，第3季主演[10]）

一名趾高氣昂的企業女商人，微技術製造業「捷特工業」（Jeturian Industries）的行政總裁，十年前丈夫意外辭世後接管公司權利。身為芮恩不為人知的“生母”，基於私人原因而掩蓋過芮恩的出生記錄。起初對女兒芮恩保持著惡劣態度，原是希望她能遠離自己的複雜家庭作為保護手段，即使換來的是兒女的怨恨。直到她們一家被豬教授襲擊後才對芮恩透漏關於兒子馬奎斯的“黑暗真相”，聲稱所作所為都是為了保護兒女。
- 馬奎斯·捷特（Marquis Jet；尼克·克里根飾，第3季主演[11]）

捷特工業小開，潔達的親生兒子，同身為芮恩的親哥哥。一位名副其實、卻也表裡不一的紈绔子弟，兒時乘坐的校車曾被小丑劫持，自身承受過小丑的電擊機關而留下腦損傷，外表看似無大礙卻也得到難以治愈的“後遺症”。自事件後心理時不時會展現出潛在的暴力及精神分裂現象，並在失控的情況下親手毒害過父親，縱使母親潔達長期以來盡其所能幫兒子掩蓋罪過及尋找解救方案。

## 常設角色

### 第一季
- 布蘭登·祖布（Brendon Zub）飾演 查克·道森（Chuck Dodgson）：烏鴉保全隊的叛逃隊員，看不慣保全隊只顧有錢人、拉大貧富差距，因此自願投靠愛麗絲的仙境幫，成為她的男友兼心腹。與愛麗絲共謀綁架蘇菲而迫使凱特成為蝙蝠女俠展開營救，後來被凱特抓去拷問情報後遭到雅各親手逮捕，最後送入黑門監獄服刑。
- 葛雷斯頓·霍伊特（英语：Greyston Holt） 飾演 泰勒（Tyler）：烏鴉保全隊的隊員，蘇菲的現任丈夫，但能看出蘇菲和凱特之間的關係不一般。最後看出蘇菲“心不在焉”，跟她正式分局乃至結束婚姻關係。
- 瑞秋·瑪多 聲演 薇絲朋·費爾柴（英语：Vesper Fairchild）：高譚市當紅八卦電台的主持人，如今喜歡談論蝙蝠女俠的各個動向，在劇中從不以本人登場。[12]
- 蓋博瑞·曼 飾演 湯馬士·「湯米」·艾略特／緘默（Thomas "Tommy" Elliot / Hush）：房地產大亨，布魯斯·韋恩的兒時玩伴，但因生長環境而變成一名反社會份子，遷怒於蝙蝠俠干預過他繼承家產[13]。靠自己識破布魯斯是蝙蝠俠而做出報復行動，最後被凱特阻止後關入阿卡漢精神病院。入獄後想方設法另起爐灶，促使他跟愛麗絲和強納森聯手奪取盧修斯·福克斯生前的重要日記。後來受愛麗絲協助而更換上布魯斯·韋恩的臉龐以掉包身份，但被繼承蝙蝠女俠身份的芮恩擊敗後送回阿卡漢。
- 山姆·萊特費德（Sam Littlefield）飾演 強納森·「強尼」·卡特萊特／老鼠（Jonathan "Johnny" Cartwright / Mouse）：愛麗絲的重要同伴，對她而言如同“兄弟”般的存在，天生左臉毀容，卻有精妙的聲音模仿能力[14]。自小就迷戀上遭父親囚禁的愛麗絲，長大後成為她的犯罪拍檔，但心裡對於她針對家人的報復行動一概無興趣，僅是配合她完成報復後計劃跟她共度餘生。由於最終沒有接受愛麗絲的行為，最後被愛麗絲忍痛用神經毒素毒殺身亡。
- 約翰·艾米特·崔西（John Emmet Tracy）飾演 奧古斯特·卡特萊特（Dr. Augustus Cartwright）：強納森的父親，一名人面獸心的外科醫師，做法極為兇殘，是愛麗絲眼中的「智蟲」。多年前為了給天生毀容的兒子換一個全新臉龐，將車禍倖存後的貝絲囚禁多年。如今本應在六年前愛麗絲的縱火中喪生，卻靠易容以及冒充知名整形醫生伊森·坎貝爾的身份，就此混進高譚上流社會。之後被愛麗絲識破身份而綁架送給凱特和雅各父女拷打，卻仍然是一副死不悔改的樣子，罪孽深重的他最後被失控的凱特當場掐死，其死亡被他們父女聯手掩蓋。
  - 塞巴斯蒂安·羅謝（英语：Sebastian Roché） 飾演 伊森·坎貝爾（Dr. Ethan Campbell）：高譚市知名整形醫生[15]，同身為最富有的權貴之一，凱恩一家的多年至交。但在易容面具之下，他實為強納森的父親奧古斯特假扮，其六年前暗殺外出度假的坎貝爾後進行身份調換。
- 克莉絲蒂娜·沃夫（Christina Wolfe）飾演 茱莉亞·潘尼沃斯（英语：Julia Pennyworth）：阿福·潘尼沃斯的女兒[16]，是一位貌美、狡猾又機靈的英國秘密情報員，與凱特有著一段複雜的過去。這次為了幫凱特查緝盧修斯的日記乃至薩菲亞的蹤跡而回到高譚，加入保全隊一份子後一度跟蘇菲成為一對情侶。但在尋找失蹤的凱特時屢次受人干預而抽離調查，記憶被修改之下調至柏林工作。
- 華倫·克里斯蒂（英语：Warren Christie） 飾演 布魯斯·韋恩／蝙蝠俠（Bruce Wayne / Batman）：前高譚市億萬富翁、企業家兼慈善家，亦是守護城市多年的「黑暗騎士」，直到三年前從此“人間蒸發”而生死不明，如今由表妹凱特接過使命。而在他失蹤時，一度由湯米·艾略特換臉冒充過其身份。

### 第二季
- 蕾貝卡·戴維斯（英语：Rebecca Davis (Canadian actress)） 飾演 蘇珊·史蒂文斯（Susan Stevens）：芮恩的假釋官（英语：Probation officer），時常緊盯假釋期中的芮恩的各個動向，希望她能做一些力所能及的事情，身為由芮恩所當的新蝙蝠女俠的粉絲。起初並不相信芮恩實為被陷害的無辜者，直到親眼目睹腐敗警察準備將自己滅口時被芮恩相救，之後為她擔保而提前結束她的假釋。
- 希凡妮·蓋伊（英语：Shivani Ghai） 飾演 薩菲亞·索海爾（Safiyah Sohail）：位於地中海的「科里亞納島」（Coryana）統治者，為一名美貌、智慧和魅力並存的神秘女子。同時也陰險殘暴，長期躲在幕後操弄高譚惡勢力，其中包括黑面具。跟愛麗絲曾經是已決裂的師徒關係，同時跟茱莉亞有一些來往，追蹤身為蝙蝠女俠的凱特很長時間[17]。起初被眾人認為與凱特的失蹤有著密切關係，然而後來證實她並沒有綁架凱特，而是促使凱特被黑面具擄走。由於對愛麗絲謊稱自己知情凱特的下落，謊言被揭穿後目睹自己的沙漠玫瑰花圃被愛麗絲燒光，為了重新種植而返回高譚找黑面具合作，透過被洗腦的凱特進行臥底而偷出毒藤女的植物樣本進行種植，然而即將成功之際被愛麗絲背後捅刀，作為她殺害奧申的報復。
- 莉亞·吉布森（英语：Leah Gibson） 飾演 塔蒂安娜／低語者（英语：Whisper A'Daire）：一名訓練有素、冷血兇殘的精英刺客，作為薩菲亞的得意幹將，暗地裡對自己的女王薩菲亞有好感[18]。長期嫉妒著薩菲亞與愛麗絲的關係，不惜暗中挑撥離間而促成兩方長期以來的爭端，但後來被薩菲亞識破而遭到懲罰，被她捅刀後保持“假死”狀態。在薩菲亞回歸高譚時復甦繼續任務，協助薩菲亞將奧申滅口，此舉導致她得罪愛麗絲而被她反殺致死。
- 奈森·歐文斯（英语：Nathan Owens） 飾演 奧申（Ocean）：一名深藏不露的枯山水園丁兼思想者[18]，有著一段複雜的過去，曾身為薩菲亞最忠誠且強悍的鬥士，但因跟愛麗絲相愛加上意圖私奔而被薩菲亞抹去記憶後放逐。煥然一新的他搬到高譚打算從新開始，憑記憶種植出一系列特殊植物，但大多變成具有強大效能的迷幻藥物，最後成為假面協會的招牌迷幻藥「蛇咬」（Snakebite）的配方。隨著多次跟愛麗絲發生交涉，兩人原本被清除的戀愛記憶也再度浮現出來，經歷生死交關後舊情復燃。然而由於沒有被薩菲亞寬恕，因此最後仍然被塔蒂安娜滅口，死後被悲痛的愛麗絲火化，骨灰則撒入大海。
- 貝溫·布魯（Bevin Bru）飾演 安潔莉克·馬丁（Angelique Martin）：芮恩的青梅竹馬，與她共同在孤兒院長大並結伴，兒時曾冒險救過遭綁架的芮恩。但長大後開始從事販毒，以此建立強大關係網，也因此跟芮恩產生多次糾紛。但心裡同時也內疚造成芮恩因她而坐冤獄，時不時回到她身邊給予協助，原本準備金盆洗手的她，不慎牽扯進黑面具的陰謀而遭到黑白兩道夾殺。但最終經芮恩努力之下得救，但也被迫跟芮恩分別而加入證人保護計畫。
- 彼得·奧特布里奇 飾演 羅曼·賽恩尼斯／黑面具（Roman Sionis / Black Mask）：高譚化妝品大亨兼惡勢力首腦，身為「傑諾斯化妝品工業」（Janus Cosmetics）的老闆，同時帶領犯罪組織「假面協會」（False Face Society），無論是性格或是行事手段都相當暴戾、兇殘。[19]女兒瑟西因替自己犯罪而被捕，關在阿卡漢期間意外在由蝙蝠女俠和愛麗絲之爭所掀起的暴動中身亡。此後開始從事販毒以擴張犯罪帝國，打算以自己的方式改變高譚現況，與薩菲亞建立長期合作關係。思女心切的他不惜靠薩菲亞的線報綁架凱特，假造其死於空難後對其洗腦塑造成女兒瑟西。透過凱特竊取蝙蝠洞中收藏的大部分超級罪犯工具後決定以此翻盤，妄圖靠自己上演新英雄來功名利祿，但之後被愛麗絲靠小丑胸花在臉上噴灑上硫酸，使面具當場黏在臉上無法移除。最後被送進阿卡漢關押，同時必須戴著面具度過餘生。
- 蘿拉·曼尼爾（英语：Laura Mennell） 飾演 伊芙琳·萊姆／恩格瑪（英语：Enigma (DC Comics)）：一名善於催眠的心理醫生，手持來自謎語人的手杖，在高譚市中小有名氣，然而也是一名表裡不一的罪犯幫兇。同時跟薩菲亞與黑面具有著合作關係，協助薩菲亞修改過愛麗絲和奧申的記憶，抹去他們相愛過的回憶時，也將她們塑造成素昧平生的普通罪犯。之後還協助黑面具將“倖存”的凱特進行洗腦，並抹去發現她行蹤的茱莉亞的部分記憶而讓她抽離調查。但由於愛麗絲最終識穿凱特的身份，使她遭受嚴刑拷打，還未交代正確恢復凱特記憶的方法就被奧申殺害。
- 傑西·哈奇（英语：Jesse Hutch） 飾演 羅素·塔瓦洛夫（英语：Russell Tavaroff）：烏鴉保全隊的資深探員，與蘇菲處於敵對關係，是一名濫用職權、橫行霸道的執法人員。長期背著雅各在局裡拉幫結派，同時意圖抓捕蝙蝠女俠來立功。隨後為了制止城市毒品肆虐而不惜屠殺毒蟲，最後甚至有意槍傷身為“嫌犯”的路克，毫無悔意的他盡其所能掩蓋罪過，最後被蝙蝠女俠擊敗後免職，但仍然逃脫法律制裁。之後選擇為黑面具賣命，由他提供班恩遺留的毒液罐，經過實驗注射後變成力大無窮的形態，然而代價卻是心智退化。

### 第三季
- 布麗奇特·里根（英语：Bridget Regan） 飾演 潘蜜拉·艾斯利／毒藤女（Pamela Isley / Poison Ivy）：一名熱衷植物的生態恐怖分子，前高譚大學植物學資優生，以優異成績畢業當上植物學家。然而被同僚科學家欺騙而在一場實驗中注入毒素，就此淪為維護大自然的狂熱份子[20]。靠具有能操縱植物的心靈感應能力變成蝙蝠俠的主要敵人之一，同時身為蕾妮的前摯愛，導致行事幾近瘋狂的的她被蕾妮出賣而注入特殊血清保持干化狀態長達十年，軀體被置入蝙蝠洞深處永不見天日。直到現在被愧疚的蕾妮靠利用芮恩一行人而救出，然而力量也大幅度降低，只能靠植物感染瑪莉作為力量來源。準備摧毀高譚水壩的企圖被芮恩一行人阻止，但最終仍受蕾妮保護，最後與蕾妮共同搭機遠離高譚、前去已故薩菲亞遺留的科里亞納島共度餘生。

## 客串角色

### 第一季
- 克里斯·西爾德斯（Chris Shields）飾演 麥可·阿金斯（英语：Michael Akins）：高譚市現任市長（英语：List of mayors of Gotham City#Mayors in the comic books），臉上總是帶著微笑，但大多數時間對城市危機不以為然。
- 蜜雪兒·摩根（英语：Michelle Morgan (actress)） 飾演 蓋貝莉·「蓋比」·凱恩（Gabrielle "Gabi" Kane）：凱特和貝絲的生母，雅各的亡妻，在一場車禍墜橋意外中喪生。
- 基爾斯·潘頓（英语：Giles Panton） 飾演 夏恩·麥基倫（Shane McKillen）：凱薩琳僱用的一位傭兵，受令清除有關愛麗絲的一切證據，但後來襲擊愛麗絲藏身處時被抓，兩根手指被砍後跟凱薩琳終止合作關係。
- 布蕾妮·豪威（英语：Brianne Howey） 飾演 蕾根·派恩（Reagan Pyle）：一位独具慧眼的女酒保，跟凱特在湯米的晚宴上結識後談過一段情，但後來證實她實為喜鵲的妹妹兼幫兇，以職務之便幫姐姐進行臥底滲透。
- 瑞秋·麥修斯（英语：Rachel Matthews） 飾演 瑪格莉特·「瑪格」·派恩／喜鵲（英语：List of minor DC Comics characters#Magpie）：一名聰明絕頂且手段高超的珠寶大盜，容易被亮閃閃的物品吸引，專搶富人的珍貴寶石[13]。
- 吉姆·皮瑞（英语：Jim Pirri） 飾演 伯特倫·艾爾頓／劊子手（Bertrand Eldon / Executioner）：黑門監獄的劊子手，由於得知長期被自己處死的死刑犯都是被陷害的無辜者，因此當上私刑者連續殺害三位真正顛倒是非的司法人員。
- 加菲爾德·威爾森（Garfield Wilson）飾演 來福槍（The Rifle）：射擊精準的國際刺客，來到高譚短暫跟愛麗絲一夥合作，後來證實他身為受僱於「薩菲亞」的精英刺客。
- 卡梅隆·麥克唐納（Cameron McDonald）飾演 傑克·佛布斯局長（Commissioner Jack Forbes）：高譚市警察局（英语：Gotham City Police Department）局長，是一名無所作為、不明事理的執法人員，在抗擊城市販毒網時被假面協會刺殺身亡，警察局隨後被黑面具掌控。
- 瑪莉亞·派恩斯（Malia Pyles）飾演 帕克·托雷斯（Parker Torres）：高譚預科學生兼天才駭客，單靠一部手機就能駭入任何系統，身為同性戀卻被她異性戀霸權的父母趕出家門。一度以匿名形式向全高譚市勒索贖金，導致被蝙蝠女俠和愛麗絲分別追查她。之後被凱特以摘下面具形式相救一命，對她心存感激而決定洗心革面，成為少數知情她身份的盟友。
- 柯特·斯薩卡（Kurt Szarka）飾演 史萊姆·布萊德利（英语：Slam Bradley）：高譚警局的明星警察，破案率高、還曾經救過蝙蝠女俠免受鬆脫的吊鉤擊中，因此成為市民眼中的萬人迷。
- 奈森·威特（Nathan Witte）飾演 米格爾·羅布萊斯（Miguel Robles）：烏鴉保全隊的資深探員，曾經作為湯米·艾略特的私人護衛，暗中倒戈而受僱於他去奪取盧修斯·福克斯的重要物品，卻也使他意外殺害盧修斯。後來不僅嫁禍於人，還在接下來的四年裡盡其所能地掩蓋罪行，仿冒七年前作惡過的炸彈客「驚天雷」（Detonator）之手法來清理後患。後來犯行被揭發後受到路克持槍質問，最終被他饒恕一命後移送法辦。
- 賽斯·維特克（Seth Whittaker）飾演 雷吉·哈里斯（Reggie Harris）：黑門監獄囚犯，四年前以殺害盧修斯·福克斯而定罪，但聲稱自己被陷害而在四年期間一直上訴，一度在獄中尾隨並救過雅各一命來換取假釋機會。當假釋最終被接受而出獄後，剛被釋放就被盧修斯謀殺案真兇僱人殺害。
- 瑞安·羅瑟里（Ryan Rosery）飾演 布萊恩·阿金斯（Bryan Akins）：阿金斯市長之子，被稱為肩負著高譚未來的精英，這次被強納森綁架作為要求釋放愛麗絲的人質。
- 蓋奇·馬許（Gage Marsh）飾演 史蒂芬·佛布斯（Steven Forbes）：佛布斯局長之子，與布萊恩同樣被強納森綁架作為人質。
- 凱拉·伊維爾（英语：Kayla Ewell） 飾演 娜塔莉亞·奈特／夜曲（英语：Nocturna (DC Comics)）：一位患有罕見紫質症的女子，生父不幸去世後急需新鮮血液維持生命，因此在外靠K他命綁架受害人進行采血，在市民眼中如同吸血鬼。
- 潔莉·普雷斯考特（英语：Jeryl Prescott） 飾演 黛安·摩爾（Diane Moore）：蘇菲的母親，價值觀保守又愛管閒事，作為單親媽媽而急切想讓女兒在社會上成材，不惜強迫女兒去追求她完全不想要的事物。
- 亞莉珊卓·托雷薩尼（英语：Alessandra Torresani） 飾演 杜拉·丹特（英语：Duela Dent）：哈維·丹特的姪女，患有嚴重精神疾病，自小就不喜歡被母親強制打扮，不惜將自己的臉割爛毀容，如今開始追殺一系列靠裝扮與整容來博人眼球的社交網紅。
- 黛博拉·穆妮（英语：Debra Mooney） 飾演 梅布爾·卡特萊特（Mabel Cartwright）：奧古斯特的年邁母親，生性暴力，吹毛求疵，妄想靠愛麗絲母親的遺體來換臉恢復青春，但反而為自己引來殺生之禍，已在六年前被愛麗絲放火燒屋而葬身火海。
- 亞歷克·查哈拉（英语：Alex Zahara） 飾演 M·巴特勒（Dr. M. Butler）：阿卡漢精神病院的精神科主治醫生，常以治療為由來對病人實行電擊療法，但最後被愛麗絲和強納森聯手暗殺身亡，死後由強納森換臉冒充其身份。
- 卡麥·喬維納佐（英语：Carmine Giovinazzo） 飾演 強尼·薩巴提諾（Johnny Sabatino）：意大利黑幫老闆，經營一間俱樂部，凡事一律只看錢，幫湯米·艾略特洗錢並看管盧修斯·福克斯的重要日記。
- 泰倫斯·泰瑞爾（Terrence Terrell）飾演 提姆·「泰坦」·泰斯洛（Tim "Titan" Teslow）：前高譚足球明星，因服用禁藥而被裁判禁賽，此後精神錯亂、犯下殺人罪後關入阿卡漢。如今在愛麗絲安排的暴動下逃獄，連續追殺多名指證他的人們，原本即將被凱特勸降，但最後還是被雅各槍殺而永絕後患。

### 第二季
- 莎庫拉·賽達（英语：Shakura S'Aida） 飾演 蔻拉·路易斯（Cora Lewis）：芮恩的養母，本性善良的她被芮恩視為一生最大的恩人，然而多年前陪芮恩搬入新公寓時不慎闖入賊窩，被愛麗絲黨羽毆打致死。其死亡促成芮恩與愛麗絲的血仇，但之後在芮恩的幻覺中出現，勸阻芮恩不要執迷於仇恨之中。
- 亞歴克斯·莫夫（Alex Morf）飾演 維克多·薩斯（Victor Zsasz）：一名殺人如麻、乖戾殘暴的職業殺手，身手矯健、心思難以捉摸，每當殺死一人會固定在自己身體上劃下計數符號作為記號，而記號如今已遍佈全身[21]。受薩菲亞匿名僱用殺死所有接種沙漠玫瑰以掩蓋解毒藥內幕，行動時曾將芮恩化身的新蝙蝠女俠實為笑柄，然而即將殺死瑪莉時受以全新形象現身的芮恩擊敗。
- 琳達·卡辛（英语：Linda Kash） 飾演 坎蒂絲·「糖果婦」·朗（Candice "Candy Lady" Long）：一名專門用糖豆誘拐小孩的慣犯，專門誘拐無依無靠的孤兒，會以囚禁的方式對小孩進行洗腦，最後將他們賣給犯罪組織。曾經綁架過十二歲時的芮恩，直到她被安潔莉克救出。如今開始將綁架的小孩賣給假面協會，受到再次深入虎穴的芮恩緝拿後最終落網。
- 林肯·克勞斯（Lincoln Clauss）飾演 埃文·布雷克／狼蛛（Evan Blake / Wolf Spider）：凱特在寄宿學校的老同學，是一名性別酷兒，同時也是一名身手矯健的藝術品大盜，會將盜走的藝術品進行拍賣。試圖偷走標記科里亞納島之地圖的染血油畫，逃跑時被烏鴉保全隊撞成重傷，被瑪莉及時救治而撿回一命，同時表示偷盜是為了自行找到凱特。之後為了報答瑪莉救他一命的恩情，潛入由保全隊把守的醫院為瀕死的路克注射救命解藥。
- 麥羅·山德爾（Milo Shandel）飾演 伊森·羅傑斯（Dr. Ethan Rogers）：一名隸屬漢密爾頓動力公司旗下的加尼克醫療工業（Garnick Industries）主管，試圖瞞著外界複製出足以治愈任何疾病的「沙漠玫瑰」解毒藥，為此不惜釋放極度危險的精神病人幫自己調查藥的來源，後來以蒙面形式搶走科里亞納島的地圖而得利。然而這麼做不慎得罪薩菲亞，因此最後與其他幹部一同被薩菲亞黨羽殘忍屠殺，到手的地圖也被燒成灰。
- RJ·費瑟斯頓豪（英语：R. J. Fetherstonhaugh） 飾演 亞倫·海爾金格／杏仁體（英语：Amygdala (comics)）：一名精神極不穩定的暴力男子，長期在漢密爾頓公司旗下的瘋人院療養，受伊森·羅傑斯釋放後奉命去搶奪解毒藥。靠挾持雅各和瑪莉父女質問藥的來源，在調查無果後被蝙蝠女俠擊敗，但最後被闖進來的羅傑斯帶回機構以不留證人。
- 吉雅·金（Keeya King）飾演 喬登·摩爾（Jordan Moore）：蘇菲的妹妹，獨立勇敢，跟姐姐聚少離多，是一名長期宣揚刪減資助警方等社會運動的行動主義者。後來成為佛布斯局長當街謀殺的目擊證人，同時受到姐姐和蝙蝠女俠保護，而本人同時開辦一間社區中心。
- 詹米·M·卡里克（Jaime M. Callica）飾演 霍頓·史賓斯（Horten Spence）：高譚公報王牌記者，追查社區中心連續襲擊事件很長時間，同時也因調查太深而被惡意停職。將內幕消息爆料給蝙蝠女俠後受到襲擊而受傷，也讓蝙蝠女俠將幕後黑手抓捕歸案，之後得到復職而寫出文章揭開事實。
- 德瑞克·莫瑞森（Derek Morrison）飾演 埃利斯·歐布萊恩（Ellis O'Brien）：一名擁有多間私人監獄的富有權貴，長期以來靠監獄系統發財的他，長期靠手下的服刑犯破壞各家社區中心來維持犯罪率。而罪行最終被蝙蝠女俠揭發而被她和路克聯手破獲，最後與黨羽被關入由自己建立的監獄中。
- 瑞克·米勒（英语：Rick Miller (comedian)） 飾演 亞瑟·布朗／線索大師（英语：Cluemaster）：前遊戲節目主持人，直到被電視台開除後變成洩憤的連環殺手，習慣為調查人員留下線索。五年前被蘇菲擊敗後揚言要報復，靠坐牢的五年時間安排好後越獄，然而未知女兒史蒂芬妮跟蘇菲一行人為伍。本計劃跟女兒共赴黃泉，但因路克的干預而最終送醫且返回監牢。
- 摩根·科漢（Morgan Kohan）飾演 史蒂芬妮·布朗（英语：Stephanie Brown (comics)）：線索大師的親生女兒，俏皮可愛、頭腦卓越，富有正義感，反對父親的暴力方式。五年前曾匿名為蘇菲透漏父親的線索答案，直到現今受到父親回來復仇，因此重新跟蘇菲一行人聯手破解答案。

### 第三季
- 阿米泰·馬爾默斯坦（Amitai Marmorstein）飾演 連姆·克萊多／瘋帽客（Mad Hatter）：一名精神不穩定的青年，身為愛麗絲的瘋狂粉絲，在網絡上買下由別人發現的瘋帽客禮帽，因此獲得催眠洗腦技術[22]。挾持瑪莉的畢業典禮以效仿愛麗絲曾轟動全市的“茶會”，但最後由被迫跟蝙蝠女俠合作的愛麗絲背後捅刀制止暴行，重傷之下收押送去進行精神治療。
- 莎隆·泰勒（英语：Sharon Taylor） 飾演 哈特利市長（Mayor Hartley）：高譚市繼阿金斯市長卸任後的新任女市長，長期跟蕾妮打交道。
- 艾拉斯托·阿貝爾（英语：Alistair Abell）和海迪·班（Heidi Ben）飾演 梅森和史蒂芬（Mason and Steven）：一對喜愛戶外郊遊的父子倆，直到年輕的史蒂芬在釣魚期間接觸到殺手鱷的牙齒樣本而受到感染，因殺手鱷的返祖現象導致其外表與心理均突變成殺手鱷的模樣。隨著史蒂芬從此藏身至下水道，父親梅森基於愧疚而時不時到下水道給兒子餵食，並有意保護兒子免受有關部門捕捉。然而梅森最終被陷入瘋狂的兒子當場咬死，史蒂芬最後被蝙蝠女俠擊敗，乃至被送至阿卡漢特殊牢房隔離，從此被命名為「殺手鱷2.0」（Killer Croc 2.0）。

## 其他
- DC漫畫角色列表

## 備註
1. ↑  瑟西本尊同樣由華莉絲·黛飾演，其已經在第一季末尾時發生的阿卡漢病院暴動時死於踩踏事故。

## 外部鏈接
- 互联网电影数据库（IMDb）上《蝙蝠女俠角色列表》的资料（英文）